# Edwin Leather
Sir Edwin Hartley Cameron Leather, detto Ted (Toronto, 22 maggio 1919 – 5 aprile 2005), è stato un politico e scrittore canadese.

## Biografia
Figlio di Harold e Grace Leather, frequentò il Trinity College School e il Royal Military College of Canada. Ha ricevuto la Laurea Honoris Causa (dottore in giurisprudenza) dall'Università di Bath nel 1976. Massone, fu membro della Gran Loggia unita d'Inghilterra. Nel 1940 sposò Sheila Greenlees ed ebbero due figlie.
Durante la prima guerra mondiale servì in Africa orientale nell'Army Service Corps, finendo la guerra con il grado di tenente. Durante la seconda guerra mondiale, servì con il 1º Battaglione paracadutisti canadese, in Inghilterra e in Europa. Raggiunse il suo Battaglione per la D-day. Servì nella Toronto Scottish and Royal Canadian Artillery. Ha lavorato come broker assicurativo in Inghilterra ed è stato segretario della filiale di Londra.
Alle elezioni generali del 1945 si candidò per Bristol South, senza successo. Nel 1950 è stato eletto deputato per North Somerset. Era un sostenitore dei sindacati e dei minatori. Si oppose fortemente al razzismo ed era un sostenitore dell'Unione europea. Nel 1973, in seguito all'assassinio di Sir Richard Sharples, Leather è stato nominato Governatore di Bermuda. Nonostante l'assassinio del suo predecessore e di un aiutante, ha vissuto in modo informale, mescolandosi con la gente del posto; ha continuato a vivere nelle Bermuda dopo il suo ritiro nel 1977. Era stato il rappresentante locale di NM Rothschild & Sons e scrisse diversi thriller.